# Norgedebatten

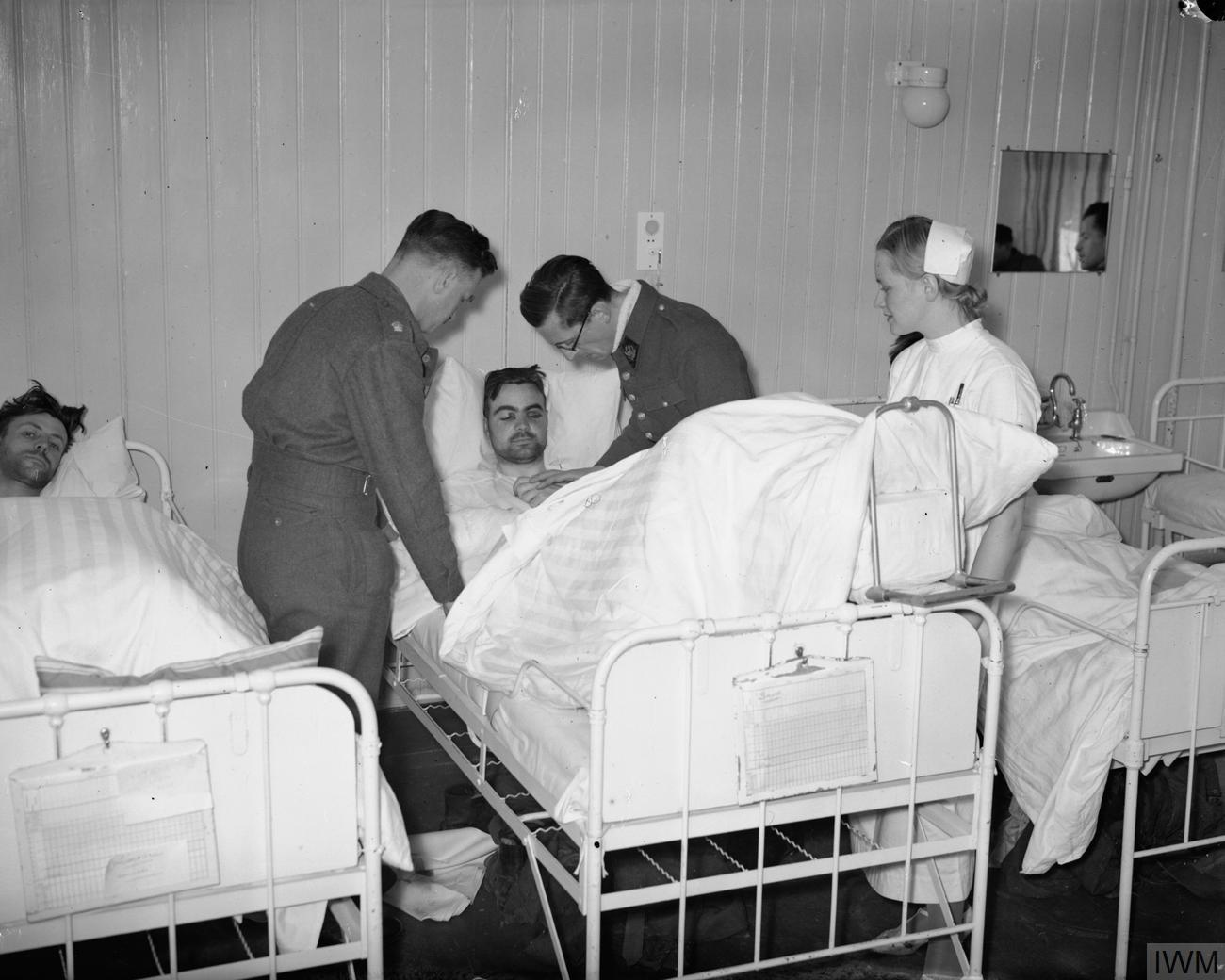
Sårade brittiska soldater vårdas av franska och brittiska läkare och en norsk sjuksköterska vid sjukhuset i Namsos, april 1940.

Norgedebatten (engelska: the Norway Debate) var en berömd debatt i det brittiska underhuset som ägde rum den 7 och 8 maj 1940. Det var formellt en debatt om utvecklingen av de allierades fälttåg i Norge, men den utvecklade sig till en massiv kritik av krigföringen och av statsminister Neville Chamberlain.
Under den efterföljande voteringen var det ett ansenligt antal av regeringens stöttepelare som antingen röstade emot regeringen eller avstod från att rösta. Utfallet kom att tolkas som ett misstroendevotum mot den brittiska regeringen och två dagar efter voteringen avgick den. Ny premiärminister blev Winston Churchill.